# Jerzy Wasiuczyński
Jerzy Wasiuczyński (ur. 25 stycznia 1930 we Lwowie, zm. 7 września 2012 w Radomiu) – polski aktor teatralny i filmowy oraz reżyser.

## Życiorys
Był absolwentem Wydziału Aktorskiego PWST w Krakowie (1958). W teatrze zadebiutował w 1958. Występował m.in. w Teatrze im. Stefana Żeromskiego w Kielcach-Radomiu i w Państwowym Teatrze Ziemi Krakowskiej im. Ludwika Solskiego w Tarnowie. Wyreżyserował też ponad 30 przedstawień w teatrach w Kielcach, Opolu, Radomiu i Tarnowie. Od 1979 był na stałe związany – jako aktor i reżyser – z Teatrem Powszechnym im. Jana Kochanowskiego w Radomiu. Wyreżyserował na deskach tego teatru kilkanaście przedstawień. W 1998 został odznaczony Złotym Krzyżem Zasługi. W 2008 otrzymał Srebrny Medal „Zasłużony Kulturze Gloria Artis”. 
Zmarł w wieku 82 lat. Został pochowany na Cmentarzu w Radomiu przy ul. Limanowskiego.

## Filmografia
- 1969: Przygody pana Michała jako mieszkaniec Kamieńca (serial fabularny, odc. 12 i 13)
- 1973: Janosik jako włoski kupiec (serial fabularny, odc. 3)
- 1974: Janosik jako włoski kupiec
- 1977: Wodzirej jako Zielony
- 1978: Aktorzy prowincjonalni jako dyrektor teatru
- 1978: 07 zgłoś się jako Zenon Janicki, sąsiad Ewy Grabik (serial fabularny, od. 7)
- 1979: Szansa jako kierownik domu kultury
- 1982: Oko proroka jako kupiec Harbarasz